# Peter Hogg

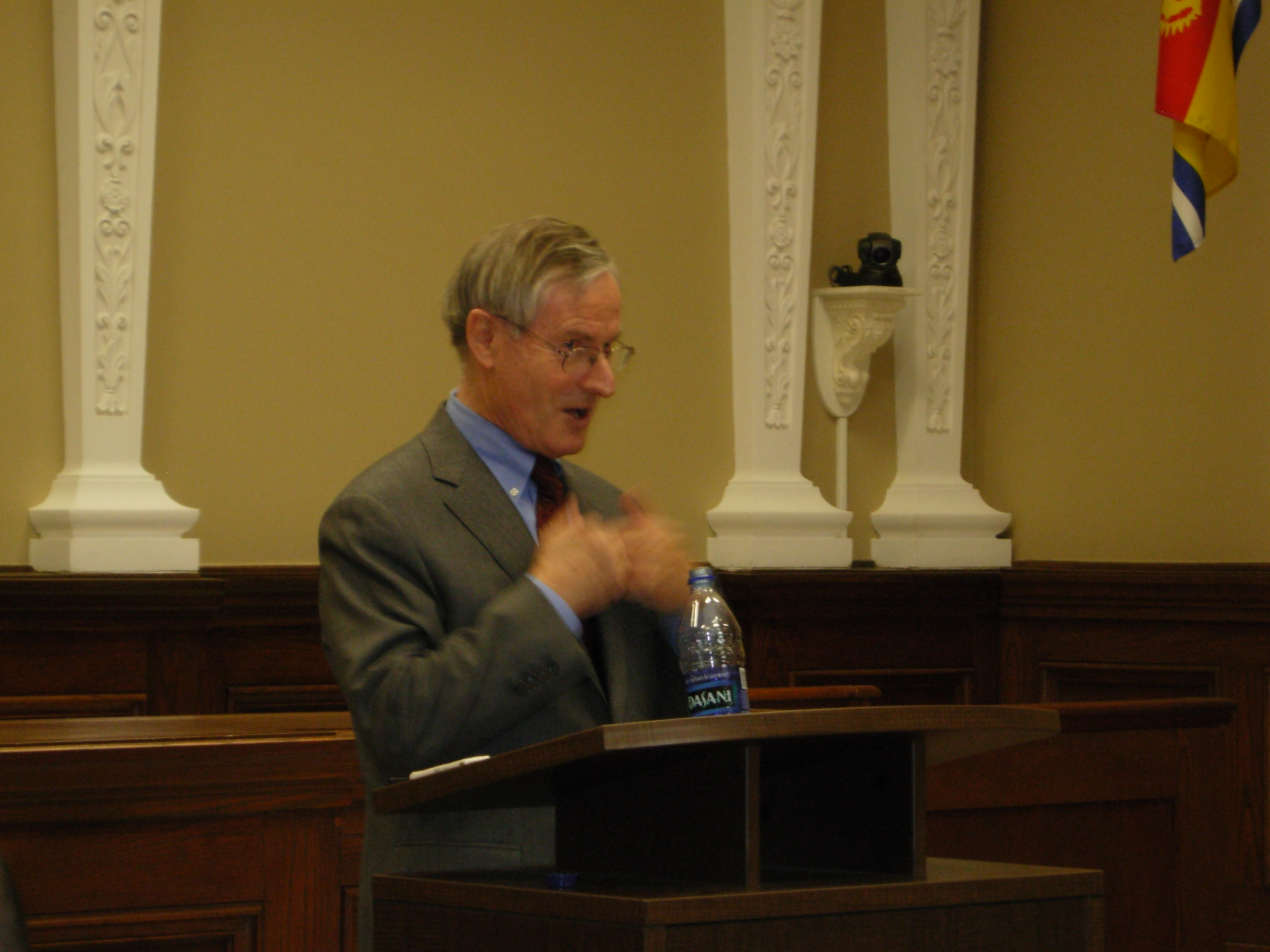
Peter Hogg 2010

Peter Wardell Hogg, CC, QC (* 12. März 1939 in Lower Hutt, Neuseeland; † 4. Februar 2020) war ein kanadischer Rechtswissenschaftler.
Hogg studierte Rechtswissenschaft an der University of New Zealand, wo er 1962 mit dem Bachelor of Laws abschloss, sowie an der Harvard University, wo er 1963 den Grad eines Master of Laws erwarb. 1970 erlangte er dann an der Monash University den Grad eines Ph.D. Noch im selben Jahr ging er nach Kanada, wo er an der Osgoode Hall Law School der York University zum Professor ernannt wurde.
Hogg wurde bekannt für sein erstmals 1977 erschienenes Werk Constitutional Law of Canada, das in mittlerweile 5. Auflage als Loseblattsammlung sowie als gekürzte Studentenausgabe erschienen ist. Es ist die in Entscheidungen des Obersten Gerichtshofs von Kanada meistzitierte Monographie.

## Werk (Auszug)
- Constitutional Law of Canada, Studentenausgabe der 5. Aufl. der Loseblatt-Sammlung von 2007, Toronto 2009. ISBN 978-0-7798-2167-9